# China Girl (film 1987)
China Girl è un film del 1987 diretto da Abel Ferrara.
Ambientato in una New York dove due si sono dichiarati guerra, è la rivisitazione in chiave noir della storia di Romeo e Giulietta, impersonati da un pizzaiolo italiano (Richard Panebianco) e dalla sorella di un boss della mafia cinese (Sari Chang). Nel cast, oltre ai due esordienti, James Russo, David Caruso e l'attrice del Living Theatre Judith Malina. Nel film è presente la canzone di Paul Hipp, che nel film interpreta Nino, e di Abel Ferrara inedita "Midnight for you"

## Trama
Negli anni ottanta a New York vi sono due quartieri che da anni combattono per la supremazia: Little Italy e Chinatown. Dato che i trafficanti e i commercianti della Cina hanno messo le mani su locali, ristoranti e alberghi dell'Abruzzo e della Sicilia, gli italiani hanno risposto con le armi, incontri truccati di boxe e scazzottate per le sporche strade. La storia ha luogo in Canal Street, quartiere confinante tra i territori delle due superpotenze. Il giovane pizzaiolo italiano abruzzese Tony è un ragazzo molto diverso dai suoi coetanei, perché mentre questi non sanno far altro che la guerra, egli pensa ad un modo per trovare la pace e la tranquillità tra le due fazioni. Inoltre il fanciullo è anche in cerca del vero amore e lo trova una notte in discoteca. Tony si incontra con la bella e seducente Tyan, cinese sorella di un capobanda di gangster. I due sono fatti l'uno per l'altra e immediatamente esplode l'amore. Ma il fratello di Tyan è un uomo che odia profondamente gli italiani e quando scopre la sua relazione tenta di eliminare Tony. Ma anche il giovane italiano ha un fratello protettore che lo difende scontrandosi con il rivale. Anche i boss di Chinatown e Little Italy vengono a sapere dell'amore tra Tony e Tyan e cercano di separarli in tutti i modi, tanto che anche gli innamorati stessi ne sentono il bruciore della sofferenza. Infatti dopo la scoperta del loro fidanzamento alcuni amici cari muoiono per loro e successivamente i due progettano di fuggire dalla zona per stare in pace una volta per tutte. Ma una sparatoria tra i capibanda dei due quartieri newyorkesi li uccide entrambi.